# Atis och Camilla

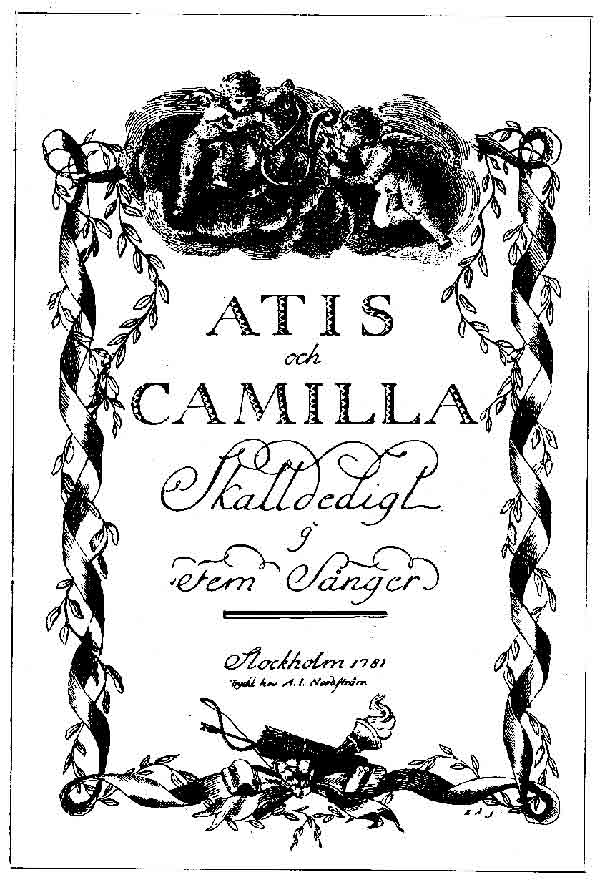
Atis och Camilla. Titelblad i en upplaga från 1781.

Atis och Camilla är en versberättelse i fem sånger på alexandriner av Gustaf Philip Creutz som publicerades 1762 i Tankebyggarordens Witterhets-arbeten, II tomen. Enligt ett brev från Carl Christoffer Gjörwell den 2 juni 1761, hade Creutz dock då nyligen publicerat dikten som ett särtryck.

## Dikten
Atis och Camilla är två ungdomar med rena hjärtan som båda vuxit upp i oskuld. Atis lever ett lyckligt jägarliv och Camilla är prästinna i gudinnan Dianas tempel. En dag kommer en jägarskara instörtande i templet för att lägga en del av sitt byte på gudinnans altare, och i spetsen syns Atis med ett fångat lejon. Mötet mellan honom och Camilla blir avgörande för dem båda. Camilla har från denna stund "glömt allt, som intet Atis är, och ren ett evigt sår hon i sitt hjärta bär". Camilla är dock bunden av ett kyskhetslöfte som hon avgivit till Diana. Atis har också blivit förälskad och är förtvivlad vid tanken på att Camilla vigt sitt liv åt Dianas tjänst.
Efter långa tider av själskval möts dock de två och anförtror varandra sin kärlek. Men då smyger sig en giftig orm fram och slingrar sig kring Camillas hals. Hon faller död ned vid Atis sida. Förgäves suger han giftet ur Camillas bröst och förgäves anropar han Diana och alla gudar, och till sist sjunker han själv döende ned vid Camillas sida. Men nu förbarmar sig till slut Diana, återskänker dem bägge livet och löser Camilla från hennes tempeled. De älskande flyttar med ett slag till kärleksgudens myrtenskog, och guden själv förenar dem med varandra.

## Mottagande
Atis och Camilla fick stort genomslag har ansetts vara det mest fulländade verket inom frihetstidens verskonst. Det blev vanligt att lära sig långa stycken av diktverket utantill. Oscar Levertin beskrev verket som "de ömma själarnas andaktsbok på sin tid". Han jämförde diktverket med Mozarts musik då det liksom liksom denna "är ända till randen bräddad av vårens och ett ungt blods livsbetagenhet". Per Wieselgren omtalade på 1840-talet att han känt 70-åriga gubbar som inte utan tårar förmått att läsa slutet i det landskapsstycke på vers där en sårad hind tar sin tillflykt till Camilla och döende slickar hennes hand.
Esaias Tegnér hyllade Atis och Camilla i sin jubeldikt på Svenska akademiens 50-årsdag:
| ” | Den sången är en dröm ur gyllne åren, en gång i livet av vart hjärta drömd, fast ej så skön, fast ej så himlaboren; en sång så ljuv som lärkornas om våren, öm, enkel, oskuldsfull – och därför är den glömd. | „ |

Litteraturhistorikern Karl Warburg skrev senare att diktverket hade blivit bortglömt eftersom "just den egenskap, som mäktigast intog samtiden, språkets utomordentliga renhet och sammetslena skönhet, icke kunde verka med samma styrka hos senare tiders läsare".